# Índice Bovespa
El Índice Bovespa es un índice bursátil compuesto de unas 100 compañías que cotizan en la Bolsa de Sao Paulo (Bovespa: BOlsa de Valores do Estado de São PAulo).
El índice está compuesto por los títulos de las empresas que suponen el 80% del volumen negociado en los últimos 12 meses y que fueron negociados por lo menos el 80% de los días de cotización. Es revisado trimestralmente, para mantener el grado de representación de todas las acciones negociadas en el mercado.

## Evolución del índice
IBovespa es un índice acumulativo. El índice tuvo su inicio el 2 de enero de 1968 con un valor base de 100 puntos. El índice ha sido ajustado como sigue:
- 1  – división por 100, el 3 de octubre de 1983
- 2  – división por 10, el 2 de diciembre de 1985
- 3  – división por 10, el 29 de agosto de 1988
- 4  – división por 10, el 14 de abril de 1989
- 5  – división por 10, el 12 de enero de 1990
- 6  – división por 10, el 28 de mayo de 1991
- 7  – división por 10, el 21 de enero de 1992
- 8  – división por 10, el 26 de enero de 1993
- 9  – división por 10, el 27 de agosto de 1993
- 10 – división por 10, el 10 de febrero de 1994
- 11 – división por 10, el 3 de marzo de 1997.

## Composición
En enero de 2006, más de 500 compañías eran listadas en el mercado de valores brasileño Bovespa, de acuerdo con la información de su página web.
A continuación se muestra la lista de las empresas que componen el índice Ibovespa, en el periodo de enero - abril de 2010, el símbolo de cotización (ticker), sector económico al que pertenecen y localización de la sede de las empresas.
Nota: Para ver todas las compañías de Bovespa, ver la página oficial de Bovespa.
| Nombre                         | Sector                           | Sede                |
| ------------------------------ | -------------------------------- | ------------------- |
| AES Eletropaulo                | Energía                          | São Paulo           |
| América Latina Logística       | Logística                        | Curitiba            |
| AmBev                          | Alimentación y bebidas           | São Paulo           |
| Banco do Brasil                | Finanzas y seguros               | Brasilia            |
| BB Seguridade                  | Finanzas y seguros               | Brasília            |
| B3                             | Finanzas y seguros               | São Paulo           |
| Bradesco                       | Finanzas y seguros               | Osasco              |
| Bradespar                      | Otros / holding                  | São Paulo           |
| BRMalls                        | Inmobiliaria                     | Río de Janeiro      |
| BR Properties                  | Otros / Propiedades comerciales  | São Paulo           |
| Braskem                        | Química                          | São Paulo           |
| BRF                            | Alimentación                     | Itajaí              |
| CCR                            | Autopistas                       | São Paulo           |
| Cemig                          | Energía                          | Belo Horizonte      |
| Cetip                          | Finanzas y seguros               | Río de Janeiro      |
| CESP                           | Energía                          | São Paulo           |
| Companhia Siderúrgica Nacional | Siderurgia y metalurgia          | Río de Janeiro      |
| Copel                          | Energía                          | Curitiba            |
| Cosan                          | Etanol y azúcar                  | Piracicaba          |
| CPFL Energia                   | Energía                          | Campinas            |
| Cyrela Brazil Realty           | Inmobiliaria                     | São Paulo           |
| Duratex                        | Construcción y muebles del hogar | São Paulo           |
| Eletrobrás                     | Energía                          | Río de Janeiro      |
| Embraer                        | Aviación                         | São José dos Campos |
| EcoRodovias                    | Autopistas                       | São Paulo           |
| Estácio                        | Otros / Educativo                | Río de Janeiro      |
| Even                           | Inmobiliaria                     | São Paulo           |
| Fibria                         | Papel y celulosa                 | São Paulo           |
| Gafisa                         | Inmobiliaria                     | São Paulo           |
| Gerdau                         | Siderurgia y metalurgia          | Porto Alegre        |
| Gol Linhas Aéreas              | Compañía aérea                   | São Paulo           |
| Hypermarcas                    | Bienes de consumo                | São Paulo           |
| Pão de Açucar                  | Venta al por menor               | São Paulo           |
| Itaú Unibanco                  | Finanzas y seguros               | São Paulo           |
| Itaúsa                         | Otros / holding                  | São Paulo           |
| JBS S.A.                       | Alimentación y bebidas           | São Paulo           |
| Klabin                         | Papel y celulosa                 | São Paulo           |
| Kroton                         | Otros / Educativo                | Belo Horizonte      |
| Light                          | Energía                          | Río de Janeiro      |
| Localiza                       | Otros / Alquiler de coches       | Belo Horizonte      |
| Lojas Americanas               | Venta al por menor               | Río de Janeiro      |
| Lojas Renner                   | Venta al por menor               | Porto Alegre        |
| Marcopolo                      | Otros / automotor                | Caxias do Sul       |
| Marfrig                        | Alimentación                     | São Paulo           |
| MRV                            | Construcción e inmobiliaria      | Belo Horizonte      |
| Natura                         | Cosméticos                       | Cajamar             |
| Oi                             | Telecomunicaciones               | Río de Janeiro      |
| PDG Realty                     | Inmobiliaria                     | Río de Janeiro      |
| Petrobras                      | Petróleo y gas                   | Río de Janeiro      |
| Qualicorp                      | Otros / Seguro de salud          | São Paulo           |
| Sabesp                         | Otros / saneamiento              | São Paulo           |
| Santander Brasil               | Finanzas y seguros               | São Paulo           |
| Souza Cruz                     | Otros / tabaco                   | Río de Janeiro      |
| Suzano Papel e Celulose        | Papel y celulosa                 | Salvador            |
| TIM Participações              | Telecomunicaciones               | Río de Janeiro      |
| Telefônica                     | Telecomunicaciones               | São Paulo           |
| Tractebel Energia              | Energía                          | Florianópolis       |
| Ultrapar                       | Química/petroquímica             | São Paulo           |
| Usiminas                       | Siderurgia y metalurgia          | Belo Horizonte      |
| Vale                           | Minería                          | Río de Janeiro      |